# Деревянко, Леонид Андреевич
Леони́д Андре́евич Деревя́нко (род. 10 августа 1949, Мозырь) — советский гребец-байдарочник, выступал за сборную СССР в первой половине 1970-х годов. Чемпион мира, многократный чемпион национальных первенств. На соревнованиях представлял спортивное общество «Спартак», заслуженный мастер спорта СССР (1975), заслуженный тренер БССР (1980), заслуженный тренер СССР (1980).

## Биография
Леонид Деревянко родился 10 августа 1949 года в городе Мозырь, Гомельская область, БССР. Активно заниматься греблей начал в раннем детстве, проходил подготовку на местной гребной базе, позже присоединился к добровольному спортивному обществу «Спартак» и на соревнованиях стал выступать за Минск. Первого серьёзного успеха добился в 1971 году, когда на взрослом всесоюзном первенстве выиграл золотую медаль в гонке байдарок-четвёрок на дистанции 1000 метров. Попав в основной состав национальной сборной, съездил на чемпионат мира в югославский Белград, где получил бронзовую награду за участие в эстафете одиночек 4×500 м. Год спустя на первенстве СССР был лучшим среди четвёрок на десятикилометровой дистанции и в эстафете, ещё через год одержал победы в эстафете и в заплывах на тысячу метров.
В 1974 году на чемпионате Советского Союза Деревянко завоевал золото в зачёте четвёрок на 1000 и 10000 метров. Благодаря череде удачных выступлений удостоился права защищать честь страны на мировом первенстве в Мехико — вместе с четырёхместным экипажем, куда также вошли гребцы Николай Горбачёв, Михаил Шурга и Анатолий Шарыкин, одолел всех соперников на десятикилометровой дистанции и стал, таким образом, чемпионом мира. В следующем сезоне на всесоюзном первенстве вновь выиграл десятикилометровую дисциплину, на соревнованиях в Белграде пытался защитить звание мирового чемпиона, однако на сей раз их четырёхместная байдарка финишировала третьей. Вскоре после этой регаты Леонид Деревянко принял решение завершить карьеру спортсмена, по итогам сезона за выдающиеся спортивные достижения удостоен почётного звания «Заслуженный мастер спорта СССР».
После завершения спортивной карьеры работал тренером, состоял в федерации гребли на байдарках и каноэ Республики Беларусь. Ежегодно в Мозыре проводятся республиканские соревнования по гребле на приз Леонида Андреевича Деревянко. «Сказать честно, у меня душа радуется, когда я присутствую здесь. На сегодняшний день участвуют уже 185 человек. И то, что столько ребят задействовано в соревновании, я считаю заслугой всей спортивной общественности Мозыря — как управления физической культуры и спорта, так и детских спортивных школ».